# Splitski lazaret
Splitski lazaret, kompleks građevina osmišljen za primanje i privremeno skladišnje trgovačke robe koja je dolazila u Split iz Bosne i morskim putem, u svrhu trgovačkog pretovarilišta i karantene. Zgrade lazareta izgrađene su krajem 16. stoljeća, nalazile su se jugoistočno od Dioklecijanove palače, na istočnoj obali, a porušene su iza Drugog svjetskog rata.
Lazareti u Splitu su drugi najstariji na istočnoj obali Jadrana, nakon dubrovačkih, i bili su najveći i najorganiziraniji kompleks gospodarsko-fortifikacijske arhitekture u Dalmaciji. Nazvani su tako po sv. Lazaru, svecu zaštitniku oboljelih.:str. 353.
Splitska skela utemeljena je zalaganjem trgovca Danijela Rodriga u drugoj polovici 16. stoljeća kao glavna mletačka točka za trgovinu s osmanskim podanicima, zalaganjem obiju strana. Nakon što je nedovršena građevina prešla u državne ruke 1588. godine, uzastopnim je ulaganjima nadograđivana u pet navrata da bi konačan opseg od šest uzastopnih dvorišta dosegla 1629. godine.

## Povijest

### Političke i gospodarske prilike uoči odluke o izgradnji lazareta
Mletačka Republika gubila je u 16. stoljeću prevlast na morima, zbog toga što se većina pomorske trgovine, otkrićem novih oceanskih puteva do Amerike i Indije, prebacila na oceane. Istodobno, Osmansko Carstvo ugrožavalo je mletačku pomorsku trgovinu na istočnom Sredozemlju. Iz tih razloga, Venecija je nastojala pronaći načine kako zadržati voduću trgovačku ulogu na Sredozemnom moru.
Većina kopnene trgovine odvijala se od Istoka prema Zapadu preko turskog teritorija, pretežno karavanama koje su neprestano dovozile robu iz Dalekog i Bliskog istoka, preko Balkana do Jadrana, gdje se roba ukrcavala na mletačke brodove i prevozila u Veneciju, a odatle u sve dijelove zapadne Europe.
Skele kojima se roba utovarivala na galije bile su pod kontrolom Dubrovnika i Turaka na Neretvi, no i Split je privukao dobar dio turskih karavana koje su transportirale robu prema Zapadu. Budući da su se velikim protokom ljudi i roba mogle širiti velike zaraze i epidemije, uskoro se postavilo pitanje izgradnje karantena i prihvatne luke gdje bi se ta roba dezinficirala prije ulaska u grad i daljnjeg prijevoza u Veneciju i ostatak Europe.

### Odluka o utemeljenju i izgradnja lazareta u Splitu
Porastom trgovačkog prometa između Osmanskog Carstva i Mletačke republike, porasla je važnost splitske luke, jer se činila najpogodnijom točkom za karavanski i zatim brodski promet. Roba se, u početku, skladištila u neodgovarajućim prostorima unutar grada i pojedinim očišćenim dijelovima podruma Dioklecijanove palače, što je potencijalno moglo izazvati velike zdravstvene probleme građanima.
Kako bi preduhitrili razvoj turske skele na Neretvi i riješili sanitetske probleme, mletački Židov Danijel Rodrigo predložio je 1566., a potom ponovno 1576. godine mletačkoj vladi izgradnju skele s lazaretom u gradu Splitu. Mletačka vlada odobrila je prijedlog izgradnje lazareta u Splitu, ali suprotstavili su mu se neki drugi dalmatinski gradovi (Dubrovnik, Omiš), ali i splitski građani u čijim se prostorima dotada skladištila roba. Unatoč pritiscima, Rodrigo je započeo izgradnju vlastitim sredstvima 1580. godine. Uskoro je gradnja stala, a potom se nastavila financijskim sredstvima mletačke republike.
Prva faza izgradnje splitskog lazareta dovršena je 1590. godine za vrijeme splitskog kneza i kapetana Tommasea Soranza (1589. – 1592.), a promet je službeno otvoren 1592. godine. Zbog pojačanog opsega trgovačkog prometa u 17. stoljeću, bilo je potrebno izvršiti nadogradnju lazareta u dva navrata.:str. 354. Mletački je Senat na prijedlog splitskog kneza i kapetana Giacoma Contarinija (1613. – 1615.) dao sagraditi treći dio lazareta koji je dovršen 1616. godine. Kasnije je lazaret bio preuređivan te je konačno 1673. godine bio u potpunosti dovršen.

### Promet u lazaretima u 17. i 18. stoljeću
Sredinom 17. stoljeća splitski je lazaret u potpunosti dovršen o čemu svjedoči njegovo tlocrt na planu Splita vojnog inženjera Josipa Santinija iz 1666. godine. Lazareti su primili i karavane do 500 konja i mazgi, a dekontaminacija je ispočetka trajala četrdeset dana (zato i ime karantena), a kasnije je broj dana varirao, s obzirom na situaciju, od 21 do 42 dana. Raskuživanje se vršilo prema vrsti robe, karavane su bile pod stalnom stražom, kao i brodovi u luci, ali usprkos rigoroznim mjerama predostrožnosti, ipak se događalo da se kuga proširi iz lazareta i pohara Split i okolicu. Velike epidemije kuge i prije su harale gradom, ali nakon osnutka lazareta, unatoč boljim zaštitnim mjerama, epidemije su poharale Split 1607., 1731. – 1732., 1763. – 1764. i 1784. godine.:str. 359.

### Opadanje karavanskog prometa i važnosti lazareta u 19. stoljeću
Karavanski put bio je veoma živ tijekom čitavog 18. stoljeća, međutim početkom 19. stoljeća bio je već u vidnom opadanju zbog sve veće sigurnosti na moru i pojave parobroda. Stoga su se pojedini dijelovi lazareta prenamijenili za potrebe zatvora, vojnog zapovjedništva, carinarnice, samostana pa čak i drvenog kazališta u jednom dvorištu unutar lazareta koje je bilo 1826. – 1845. godine.

### Rušenje lazareta u 20. stoljeću
Već krajem 19. stoljeća predlagalo se rušenje lazareta iz razloga što je otežavao pristup splitskoj luci, a ujedno je prikrivao i istočno pročelje Dioklecijanove palače. Godine 1930. ponovno se razmatralo rušenje kompleksa, a ideja je ponovno zaživjela nakon Drugog svjetskog rata. Godine 1943. u bombardiranju je uništen dio nekadašnjeg lazareta, zatvor sv. Roka, a sljedeće godine su očišćeni i ostaci tog porušenog dijela. Godine 1945. porušeni su i preostali dijelovi nekadašnjeg lazareta,a gradnjom tzv. Palače turizma 1968. godine zbrisani su i ostaci temelja.:str. 361.-362.

## Arhitektura splitskog lazareta
Splitski lazaret predstavljao je sklop građevina, prizemnica i jednokatnica, dugačak oko 200 metara. Zgrade za smještaj osoblja lazareta i karavana s robom nalazile su se oko šest zasebnih dvorišta. Postojala su dva glavna ulaza u kompleks, jedan sa sjeverne strane, i drugi s južne, na moru. U lazaretu su bile smješteni stanovi upravitelja lazareta, liječnika i stražara, turskog emina koji bi pratio karavane, skladišta hrane, soli i carinski uredi, staje za konje i mazge, skladišta prispjele robe i dvije velike prostorije u kojima bi se raskuživala roba. U lazaretu se nalazila i crkvica sv. Roka, zaštitnika okuženih.